# 오사카

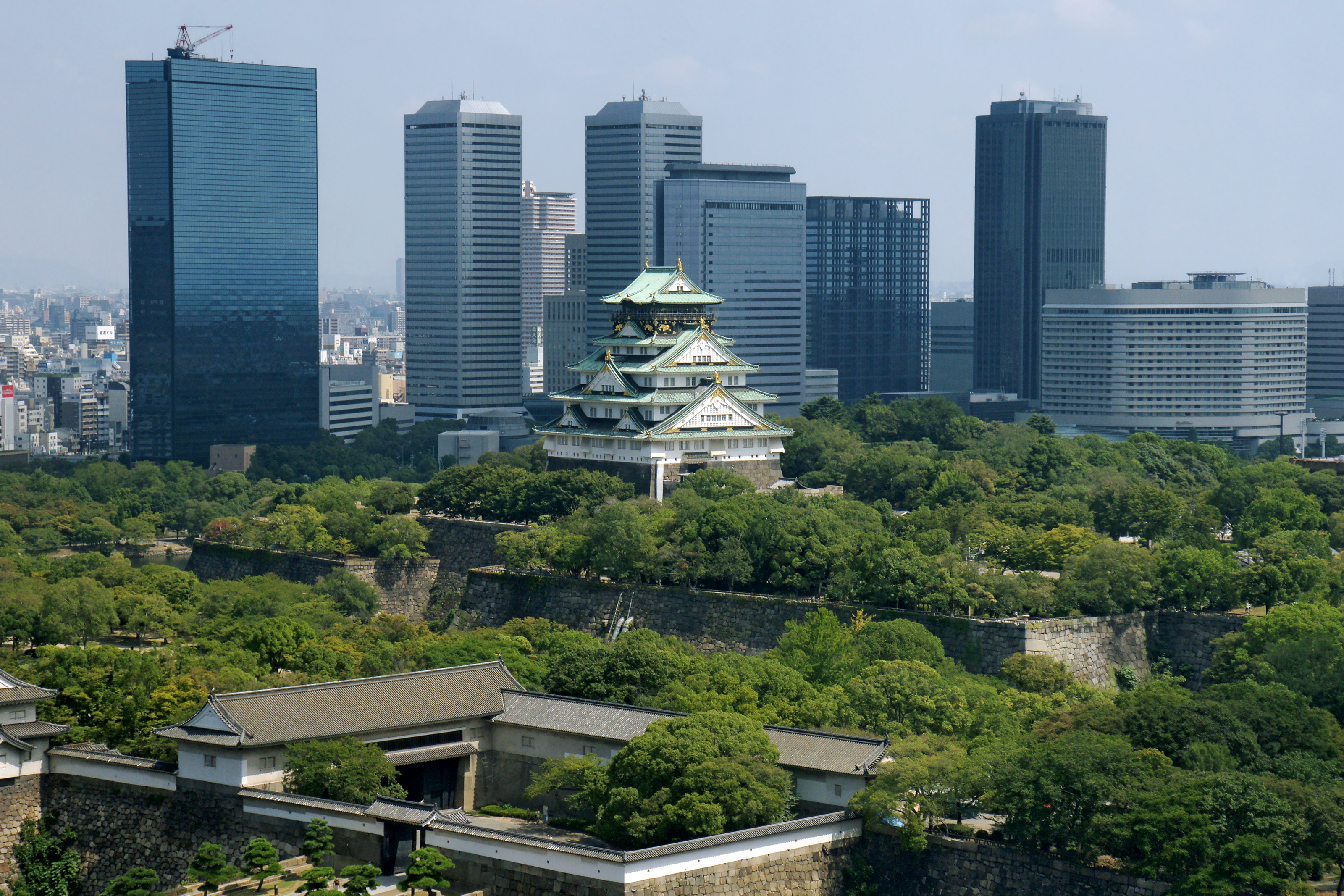
오사카성과 배후의 오사카 비즈니스 파크 (OBP)

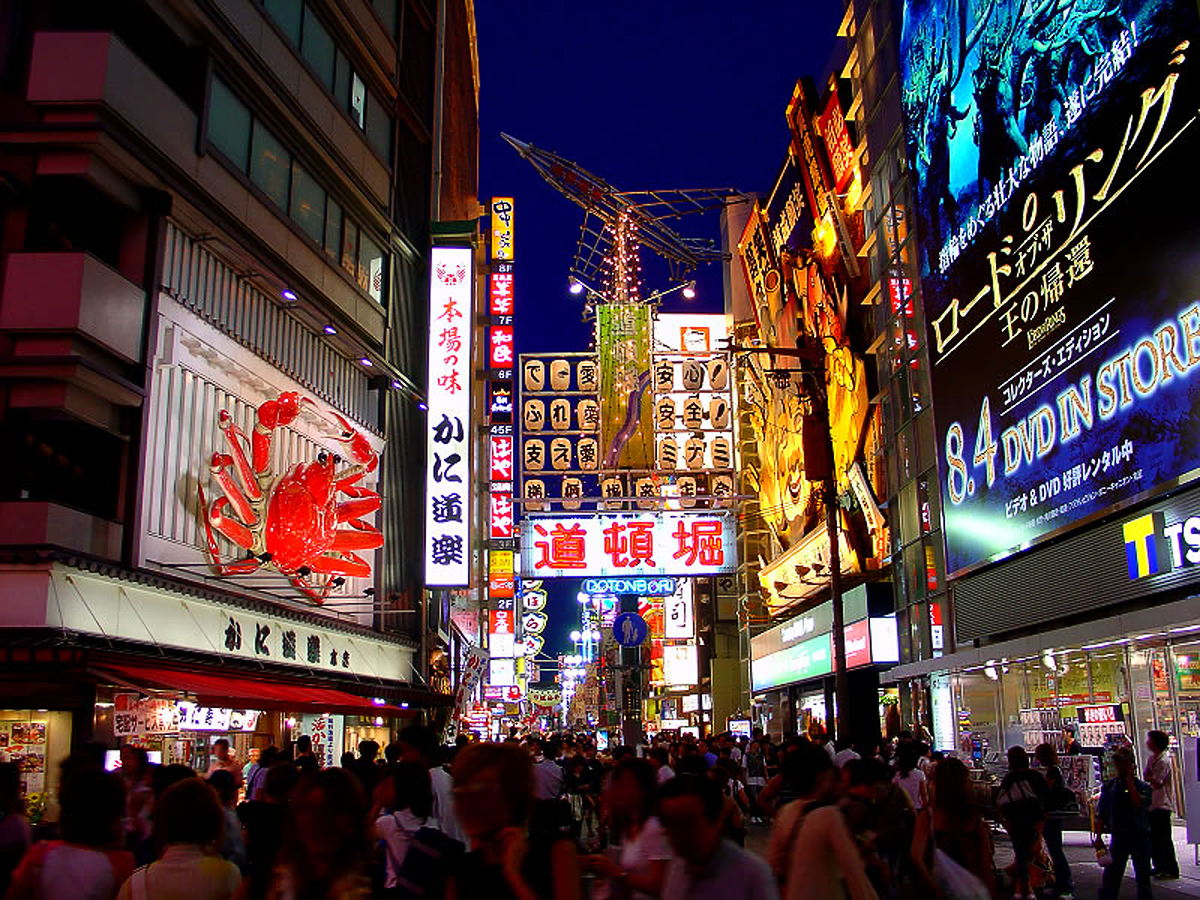
도톤보리

오사카(일본어: 大阪, 문화어: 오사까)는 일본 긴키 지방의 지명이다. 현재의 오사카라는 지명은 긴키 지방에 위치하는 오사카부나, 그 부청 소재지이자 서일본 최대의 도시인 오사카시를 가리키고, 넓은 의미로는 오사카시를 중심으로 하는 게이한신을 의미한다.

## 지명의 유래와 변천
오사카라는 지명은 원래 야마토강(大和川)과 옛 요도강(淀川) 사이에 펼쳐진 가미마치다이지(上町台地)의 북단 근처를 가리키며, 옛날에는 셋쓰국(攝津國) 히가시나리군(東成郡)에 속했다.
이 한자의 지명에 관한 최고의 기록은 1496년, 정토진종(浄土真宗) 중흥의 선조인 렌뇨(蓮如)가 쓴 문의 안에 보이는 '셋슈 히가시나리군 이쿠타마내쇼나이 오사카'(攝州東成郡生玉乃庄内大坂)라는 기재이다. 원래, 렌뇨가 오사카라고 부른 일대는 옛날에는 나니와 (難波·浪花·浪華·浪速) 등이 지역의 명칭으로서 이용되고 있었지만, 렌뇨가 현재의 오사카조코엔역에 오사카 고보(大坂御坊, 이른바 이시야마 혼간지(石山本願寺).)를 건립해, 그 세력을 주변에 늘리고, 오사카라는 호칭이 정착했다.
그 어원은 큰 비탈이 있었기 때문에 오사카라는 글자를 썼다는 설이 있지만, 렌뇨 이전의 오사카는 '오호사카'(オホサカ)가 아니라 '오사카'(ヲサカ)라고 발음되고 있어 다른 자료에도 '고사카 (오사카)'라고 표기된 예를 볼 수 있다 (일본 서기에는 烏瑳箇로 표기된다). 이 때문에 이 설은 신빙성이 부족하다.
렌뇨 이후, 오사카는 '오자카(おおざか)'라고 읽었다고 여겨진다. 에도시대, 상인 덴베(傳兵衛)가 해난사고로 러시아 제국에 표류했을 때, 러시아인에게는 '우자카(ウザカ)'라고 들렸다고 전해지고 있다. 종래 '오사카'라고 읽고 있던 것을 오사카역의 역무원이 '오오사카'라고 늘려 말하게 된 것으로부터, '오오사카'라고 부르는 것이 퍼졌다고 하는 설도 있다.
한자의 표기는 당초 '大坂'이 일반적이었지만, '坂'의 글자를 분해하면 '땅에 휜다'라고 읽혀 재수가 없다고 하여, 에도시대의 무렵부터 '大阪'라고도 쓰게 되어, 메이지 시대에는 大阪의 글자가 정착한다. 일설에 '坂'로부터 '阪'에의 변경은 메이지 신정부가 '坂'이 '무사가 반(叛)한다', 즉 무사가 반란하다 (사족의 반란)라고 읽을 수 있기 때문에 '坂'의 글자를 싫어했다고도, 단지 공무원의 쓰기 실수로부터 정착했다고도 한다.

## 역사
현재의 오사카시의 기초가 되는 오사카의 마을은 일본 최초의 본격적인 수도인 대화개신 (천황 중앙집권제의 시작) (원호의 시작) 때의 나니와 나가라풍기궁이나, 스미요시진 나니와즈를 기원으로 하는 역사적인 국제 항만 도시이며 물류의 일대 거점 국내 유통의 중심이었다. 에도시대에는 현재의 오사카시 중앙부를 넓고 정역으로 하는 일본 굴지의 대도시이며, 일본 경제의 중심이었다.

### 오사카 지명 발생 이전의 오사카
후의 오사카가 위치하는 가미마치다이지는 고대에는 '나니와가타'라고 불리는 습지에 쑥 내민 반도 상태의 육지에서 浪速, 難波, 浪花, 浪華 등으로 써져 왔다.
이 땅에는 기원전 700년 생국혼신사, 옛날에는 야마토 조정이 견수사나 견당사 등의 사절을 배웅하거나 대답사의 영접을 실시한 스미요시진이나 나니와즈가 놓여져 국제항으로서 활기찼다. 또 닌토쿠 천황의 시대에는 나니와 타카츠궁, 고토쿠 천황의 시대에는 나니와 나가라 토요사키궁, 쇼무 천황의 시대에는 나니와경 (나니와궁)이 영위되어 도 혹은 부도로서 기능했다. 율령제의 아래에서는 도에 놓인 경직에 준하는 특별한 관청 셋쓰직에 의해 관리되었다.
옛날부터 나라시대에 걸쳐 나니와의 땅이 이와 같이 중요시된 것은 오사카 만이 서일본의 교통의 요점인 세토나이카이의 동단에 위치하고 있는 데다, 당시 아스카고경·후지와라 쿄·헤이조쿄 등 당시의 수도가 놓여져 있었기 때문에 가장 가까운 항만인 것에 의한다. 스미요시진을 관리하는 스미요시 대사는 야마토 조정 직속의 신사로서 특별한 취급을 받았다.
나니와즈는 토사의 퇴적에 의해 항구로서의 기능이 쇠약해져 나라시대 말에는 간자키천 하구의 하고박 (현재의 효고현 아마가사키시) 등에 번영을 양보한다. 그러나 헤이안 시대에 요도가와 수계를 이용해서 영위된 헤이안쿄가 항구적인도가 된 이후, 세토나이카이로부터 요도가와를 통해서 교토에 통하는 수운의 요충으로서 돋보인 것 외, 북쪽에서 요도가와를 건너 남쪽의 시텐노지 (일본 불교 첫 관 사)나 스미요시 대사, 또 구마노로 이어 지는 육상 교통의 요충으로도 돋보였다.

### 근세의 오사카

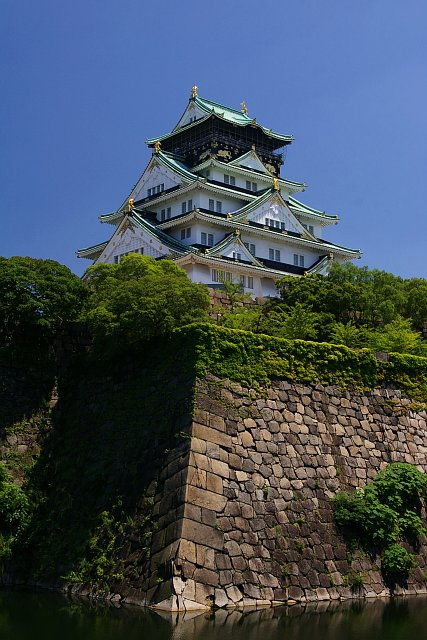
오사카 성 (2004년 5월)

15세기에 오사카의 지명을 가지고 불리게 된 가미마치다이지의 첨단부에는 고대부터 생국혼신사 (일본 열도의 신 그 자체를 모시는 신사)가 자리잡고 있었지만, 1496년에 렌뇨가 인접해 건립한 정토진종의 이시야마 도장에, 1532년에 증여가 야마시나 혼간지에서 옮겨, 이시야마 혼간지에서 지나이정로서 발전했다.
오다 노부나가와 혼간지의 사이에 싸워진 이시야마 전투와 1580년에 겐뇨가 퇴거한 후의 1583년에는 석산본원사의 철거지에 토요토미 히데요시가 오사카성을 쌓아 올려, 성벽아래에 부하의 영주의 저택이나 오사카 히라노 상인 (오사카 시)이나 교토 후시미 아킨도 (교토 시), 계 상인 (사카이 시) 등의 주변의 마을들의 읍인을 모으고, 가미마치다이지에서 선착장 주변에 퍼지는 오사카의 마을을 쌓아 올려 정치·경제의 중심 도시 (나니와궁 나니와즈 스미요시진와타나베진이라는 수도, 물류의 거점, 유통의 중심이라는 정치, 경제의 중심 도시 오사카의 거리는 근세 이전의 역사 이미 있음) (단 실제로 경제의 중심이 된 것은 에도시대가 되어 100년 정도 경과하고 나서이다)가 되었다. 이 때문에, 아즈치모모야마 시대 중 도요토미 정권기를 가리켜 '오사카 시대'라고 부르는 사람도 있다. 덧붙여 오사카 축성 시에 생국혼신사는 현재지 (오사카시 텐노우지구)에 이전되고 있다.
도요토미씨가 멸망한 오사카 여름의 진으로 오사카는 일시적으로 황폐했지만, 에도 막부는 오사카를 직할지 (천령)로 해 오사카 성을 재건하는 한편, 하천의 개수나 굴의 산과들을 깎음을 실시해, 제번도 창고 저택을 두었다. 창고 저택에는 수로로 연공미가 옮겨졌기 때문에 팔백팔교라고 해지는 만큼 다리와 수로가 많은 마을이 되었다. 이렇게 물의 수도로서 부흥한 오사카는 일본 전국의 물류가 집중하는 경제·상업의 중심지가 되어, '천하의 부엌'이라 불리며 번영했다. 이러한 경제적인 발전에 수반해 '겐로쿠 문화'가 오사카를 중심으로 꽃 피었다. 또, 도지마의 미 시장에서는 세계에서 최초의 선물거래를 했다.
근세 오사카의 마을은 에도 막부의 파견한 오사카쵸봉행 지배하에서 키타구미·미나미구미·템마조의 3조로 나뉘어 총칭해 오사카 미사토로 불렸다. 키타구미·미나미구미는 현재의 주오구의 혼쵸도리를 경계로 나뉘어 템마조는 기타구의 오사카 텐만궁을 중심으로 하는 일대이다. 덧붙여 템마는 겐나 연간무렵까지 오사카와는 다른 마을로 간주해지고 있었다. 오사카의 구시가지는 체면지로서 에도 막부로부터 읍인 사이에 양도가 용서되고 있었다.
오사카시 중심부는 에도시대에 그 모습을 정돈했다고 말해진다. 현재도 계속되는 오사카 시의 마을은 우에마치·템마·도지마·나카노시마·선착장·시마노우치·호리에·하선장 등이 알려져 있다.
옛날에는 수도인 나니와궁, 물류의 거점, 유통의 중심 도시, 석산본원사, 오사카 성, 에도시대에는 일본 경제의 중심과 오사카 시가 일본의 역사의 시작이라고 하는 사람도 적지 않다.

### 大坂에서 大阪로
에도시대 중기에는 '大坂'와 '大阪'가 병용되어 메이지 유신 후의 1868년, 신정부는 원래의 오사카 미사토에 오사카부를 두었다. 원래의 '大坂'를 대신해 '大阪'가 정식 표기로 된 것은 비교적 최근의 일이다. '阪'은 '坂'의 이체자 중에서도 고자로 여겨지는 글자이며, 阜部 (읽기: 부부, 의미: 좌부방)는 작은 산·구릉을 의미한다.
다음 1869년에는 키타·미나미·템마의 미사토로부터 아즈마·미나미·니시·키타의 4대조에 재편되어 1875년에 대구 소구제가 시행되고, 순서에 제1~4대구가 되어, 1879년에 군구 도시와 시골 편제법이 시행되면, 다시 동·남·서·북의 4구가 되었다. 1889년에는 시의 제도 시행에 의해 오사카부 관내의 오사카시가 된다 (시의 제도 특례 참조). 오사카 시는 그 후 주변의 도시와 시골을 합병하고, 1925년에는 거의 현재의 영역에 퍼졌다. 한층 더 부는 주변의 현을 통합한 후, 1887년에 나라현을 분리해 현재의 오사카부의 영역이 되었다. 이 결과, 원래는 도시명인 오사카의 지명은 현재와 같이 광역을 가리키게 된다.
메이지 유신 직후 폐번치현에 의한 이른바 '영주대'의 대손이나 지조 개정에 의한 칸노화 (결과적으로는 농민에 의한 미의 자유 매매로 연결된)에 의해서 오사카 경제는 대타격을 받았다. 하지만, 경제 산업의 근대화와 함께 점차 서일본 경제의 중심지로서의 지위를 확립해 나가게 된다.

## 오사카의 대표적인 거리
- 키타 - 우메다 - 키타신치 - 우메다 신도 - 도지마
- 미나미 - 난바 - 미나토마치 - 닛폰바시 - 센니치마에 - 도톤보리 - 신사이바시 (신사이바시스지) - 호리에 - 미나미셈바
- 텐노지 아베노
- 우에혼마치
- 쿄우하시
- 쓰루하시
- 신세카이
- 십삼
- 신오사카

- - 히고 교 - 혼쵸
- 나카노시마
- 오테마에 - 바바쵸 - 호엔사카
- 미나미모리마치 - 니시템마

### 오사카의 대표적인 신사 불각
- 스미요시 대사
- 시텐노지
- 대념불사
- 큰 새 타이샤
- 태융사
- 이쿠쿠니타마 신사
- 아베 노가미사
- 타카츠궁
- 오사카 텐만궁
- 이마미야융신사
- 예복사
- 마츠오지
- 미즈마절
- 좌마신사
- 혼간지 츠무라 출장소 (북 불당)
- 나니와 출장소 (남 불당)
- 이시키리검전신사
- 처음 천신 (노천 신사)
- 호우젠지 호젠지요코초가 소설 <부부 요시나리>의 무대이다.
- 모즈 하치만신을 모신 신사
- 츠보이 하치만신을 모신 신사
- 오사카 호국 신사

- 리카 V리그)

## 오사카 도시권
오사카시를 중심으로 하는 도시 고용권 (10% 통근권)은 나라현, 효고현, 교토부, 와카야마현, 미에현 및, 약 1,212만 명 (2000년)의 인구를 껴안는 일본 제2위의 도시권을 형성하고 있다. 오사카 시에의 유입 초과 인구는 약 107만 명이며, 주간 인구는 약 366만 명이고, 요코하마시의 주간 인구를 넘는다.
- 오사카 도시권: 1,211만 6,540 명, 오사카 시에의 통근·통학 인구도

또, 오사카 시·교토 시·고베 시를 중심시로 한 1.5% 도시권이 설정되어 게이한신 대도시권으로 명명되고 있다xls. 게이한신 대도시권은 인구 1,864만 3,915 명 (2000년 국세조사)을 안아 3 대도시권 혹은 7 대도시권의 하나로 여겨져 세계에서도 10위권에 들어가는 대도시권이다 (세계의 도시권 인구의 순위 참조).
교토에 가깝고, 또 서일본 최대의 도시로서 발전했기 때문에, 독자적인 문화를 쌓아 올려 왔다. 이하의 식생활 문화나 예능 문화가 잘 알려지는 것 외에 오사카 방언 (나니와 말)은 도쿄 방언이나 경말 등과 함께 일본에서 가장 알려진 편인 사투리의 하나이다.

### 식생활 문화
전국으로부터 모든 식품 재료가 모이는 '천하의 부엌'이었던 것처럼, 오사카에서는 독특한 식생활 문화가 돋보여 '오사카의 무위도식' (오사카인은 파산할 정도로 음식에 호화를 한다는 의미이지만, 오사카인은 음식 자랑에 시끄럽다, 오사카에는 다 먹을 수 없을 정도 맛있는 것이 많이 있다는 의미로도 사용된다)이라는 속담까지 태어났다. 샤브샤브나 가이세키, 우동스키, 오사카 스시 등의 본격 요리에서, 타코야끼나 오코노미야키, 구시카쓰, 이카야키 등, “가루도”를 중심으로 한 서민의 맛까지, 다양한 요리를 즐길 수 있다.
옛부터의 기념품로서는 바위 부흥이나 다시마가 있지만, 식품 재료 생산지라는 것보다도 식품 재료 집적지라는 환경이었기 때문에, '이야말로 오사카'라는 특산품·기념품에는 풍족하지 않다. 예를 들면 신오사카역에서 팔리는 선물물의 톱은 이세 명물인 '아카후쿠'이다.
현재는 소용없게 되었지만 오이, 무 등의 전통 야채 (나니와 야채)가 재검토되거나 이즈미에서 밖에 할 수 없는 물가지나 이즈미의 양파, 유채 등 야채의 특산도 있다.
옛부터 “오사카의 맛”으로서 사랑받아 온 것으로서는 갯장어, 후그, 기쓰네, 우나돈 등이 있다. 특히 후그는 전국 소비량의 약 6할이 오사카에서의 소비이며, 대표적인 요리법으로서는 이라고티끌이나 라고야를 들 수 있다. 또, 과거에는 주로 상인의 식탁으로, '반조' (가바야키를 한 후의 뱀장어의 머리 부분)를 사용한 따로 익힌 생선과 야채를 함께 담키나 '센바지루' (고등어 등의 물고기의 뼈로 국물을 낸 국) 등, “절약 요리”도 많이 볼 수 있었다.
쓰루하시 등의 코리아 타운이 있어 불고기의 가게도 많아, 일본에서 호르몬 구이가 퍼진 최초의 도시이다. 또 인스턴트 라면 (닛신식품)이나 식초 다시마 등, 뜻밖의 오사카 발상의 요리·식품도 많다.

## 그 외
- 일본어 문장 통화표로, 'お'를 보낼 때에 '오사카의 오'라고 한다.
- 매킨토시의 폰트에 'Osaka'라는 이름의 것이 있다.
- 각지의 상업 중심지를 '00의 오사카'로 비유하는 일이 있다. '산그늘의 오사카' (돗토리현 요나고시), '호쿠리쿠의 오사카' (도야마현 다카오카시) 등.

## 관련서적
- 총전효 <근세 오사카의 도시 사회> 요시카와 히로후미관ISBN 4-642-03411-0
- 나베이 가쓰유키 <오사카 번성기> 도쿄옷감 이데판 주식회사 ISBN 4-8109-1100-4

## 같이 보기
|  | - 오사카부 - 오사카시 - 셋쓰국 - 가와치국 - 이즈미국 - 긴키 지방 - 기나이 - 수도 - 게이한신 - 도쿄 - 나고야 - 세계도시 |  | - 산토리 - 파나소닉 - 산요 전기 - 샤프 - 온쿄 - 데키주쿠 - 오가타 고안 |